# Ана Марія Матуте
Áна Марія Матуте (ісп. Ana María Matute; нар. 26 липня 1925, Барселона — пом. 25 червня 2014, там же) — іспанська письменниця «покоління п'ятдесятих років».

## Життєпис
Ана Матуте народилася 1925 року в Барселоні і була другою (з п'яти) дитиною в родині власника фабрики з виробництва парасольок Факундо Матуте (ісп. Facundo Matute. Коли у віці восьми років дівчинка була на межі життя і смерті через інфекцію, яка вразила нирки, бабуся і дідусь забрали її на одужання в Мансілья-де-ла-Сьєрра — невелике містечко в горах на південно-західній частині  Логроньо, однієї з провінцій  Старої Кастилії. Згодом в декількох творах письменниці місцем дії виявиться подібна місцевість.
У восьмирічному віці я захворіла, і мене відправили в село до діда й бабусі. З ними я прожила майже рік. Думаю, що це був вирішальний для мене час. Він дуже глибоко врізався в пам'ять, і я увійшла в світ, який ніколи потім не забувала. Люди  кастильського села… їх жорстока боротьба за життя відкрилися мені вперше. Я захотіла ходити в школу з сільськими хлопцями і домоглася цього.— Ана Марія Матуте
Коли їй виповнилося десять, почалася громадянська війна, що досить сильно вплинула на світогляд майбутньої письменниці, яка побачила не тільки боротьбу між двома сторонами, скільки зростання внутрішньої агресивності кожного з жителів.
17 листопада 1952 року Ана Марія Матуте вийшла заміж за Рамона Еухеніо де Гойкоечéа (ісп. Ramon Eugenio de Goicoechea також письменника. Незабаром народився син Хуан Пабло, якому письменниця присвятила чимало дитячих оповідань. У 1965 році шлюб розпався і за законами того часу їй було заборонено бачитися з сином.
Померла Ана Матуте 25 червня 2014 року в лікарні Барселони після перенесеної кардіореспіраторної кризи.
Похована на Монтжуїкському кладовищі (кат. Cementiri de Montjuïc Cementiri de Montjuïc) в Барселоні.

## Основні твори

### Романи
1. Авелі / Los abel. — Barcelona: Destino, 1948. — в короткому списку Премії Надаля .
2. Fiesta al Noroeste. — Madrid: Afrodisio Aguado, 1953. — Премія «Premio Café Gijón»
3. Маленький театр / Pequeño teatro. — Barcelona: Planeta, 1954. — Премія «Планета»
4. En esta tierra. — Barcelona: Éxito, 1955.
5. Мертві сини / Los hijos muertos. — Barcelona: Planeta, 1958. — Премія критиків (ісп. Premio de la Crítica de narrativa castellana) і Національна літературна премія (ісп. Premio Nacional de Narrativa Premio Nacional de Narrativa) 
пер .: Мёртвые сыновья / пер. Н.Трауберг и М. Абезгауз — М.: Худож. лит., 1964. — 484 с.
6. Перші спогади / Primera memoria. — Barcelona: Destino, 1960. — Премія Надаля . 
 пер .: Первые воспоминания — в кн.: Матуте А. М. Первые воспоминания; Рассказы. — М.: Худож. лит., 1977. — 317 с.
7. Algunos muchachos. — Barcelona: Destino, 1964.
8. Los soldados lloran de noche. — Barcelona: Destino, 1964. 
 пер .: Солдаты плачут ночью / пер. Н. Трауберг. — М.: Худож. лит., 1969. — 150 с.
9. La trampa. — Barcelona: Destino, 1969. 
. пер .: Ловушка / пер. Е. Любимовой. — М.: Прогресс, 1974. — 236 с.
10. La torre vigía. — Barcelona: Lumen SA, 1971.
11. Luciérnagas. — Barcelona: Destino, 1993.
12. Olvidado rey Gudú. — Madrid: Espasa Calpé, 1996..
13. Aranmanoth. — Madrid: Espasa Calpé, 2000..
14. Рай незалюднений / Paraíso inhabitado. — Madrid: Espasa Calpé 2010.

### Збірки оповідань
- El tiempo / Час (1957)
- El arrepentido / Розкаявся (1961)
- A la mitad del camino / На середині шляху (1961)
- Historia de la Artámila / Історії Артаміли (1961)
- El río / Річка (1963)
- Незвичайні хлопчаки (1968)

## Переклади українською мовою
- Матуте, Ана Марія. Зелений коник [Текст]: повість та казки-притчі: Для мол. шк. віку: Пер. з ісп. / А. М. Матуте ; мал. Л. Горошко. — К. : Веселка, 1997. — 159 с.: іл. — ISBN 966-01-0071-Х
- Матуте, Ана Марія. Пауліна, світ і зорі [Текст] / А. М. Матуте ; пер. з ісп. Б. Дзюба ; худож. В. Аптекарєв. — Київ: Веселка, 1971. — 88 с. : іл.
- Матуте, Ана Марія. Країна Класної дошки / А. М. Матуте // Читаємо влітку: переходимо до 5 класу [Текстььь]: хрестоматія / уклад. Ю. Борисова. — Харків: Ранок, 2016. — 224 с. — (Класне позакласне читання). — ISBN 978-966-315-222-6

## Визнання
- Премія видавництва Планета (1954). Премія Надаля (1959).
- Членкиня Королівської академії (1956, третя жінка за всю трьохсотрічну історію Академії).
- Премія Сервантеса (2010, також третя жінка, що отримала цю головну премію іспаномовної літератури)[11].